# Steve Lawrence
Steve Lawrence, registrado al nacer como Sidney Liebowitz (Brooklyn, 8 de julio de 1935-Los Ángeles, 7 de marzo de 2024), fue un cantante y actor estadounidense, conocido por formar el dúo "Steve and Eydie" junto con su esposa Eydie Gormé. Sus apariciones fueron frecuentes en el programa de televisión Tonight Starring Steve Allen a mediados de la década de 1950 hasta el retiro de Gormé en 2009.

## Biografía
Lawrence, cuyo verdadero nombre era Sidney Liebowitz, nació en el distrito de Brooklyn de la ciudad de Nueva York en el seno de una familia judía. Sus padres, Max un cantante en el Bronx y Helen, regenteaban una panadería en El Bronx. Asistió al Thomas Jefferson High School.

## Carrera
A finales de la década de 1950, Steve Lawrence fue reclutado por el ejército estadounidense  y desempeñó como solista vocal oficial en la The United States Army Band "Pershing's Own" en Washington D. C..

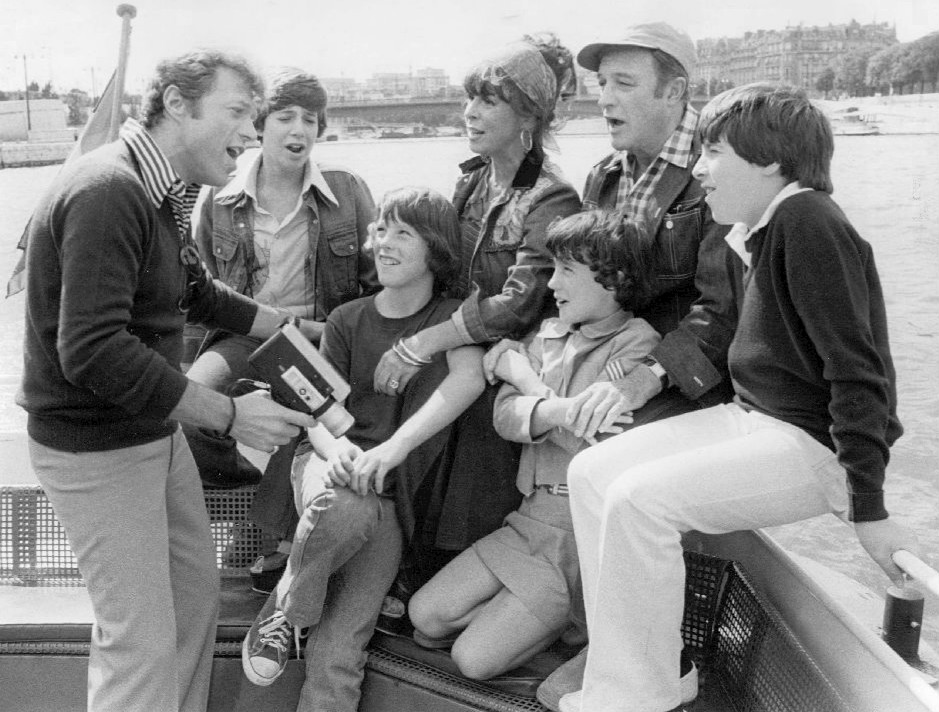
Lawrence y Gormé con sus hijos David (izquierda) y Michael (derecha), junto a Gene Kelly y sus hijos en 1975.

Lawrence tuvo presencia en las listas de éxitos a fines de la década de 1950 y principios de la década de 1960 con hits como "Go Away Little Girl" (U.S. #1) de acuerdo a la lista Billboard Hot 100, "Pretty Blue Eyes" (U.S. #9), "Footsteps" (U.S. #7), "Portrait of My Love" (U.S. #9) y "Party Doll" (U.S. #5). "Go Away Little Girl" (Carol King & Howard Greenfiled) llegó a vender más de un millón de copias en 1963 y recibió un disco de oro, convirtiéndose en disco de oro. Aunque la mayor parte de su carrera profesional musical ha sido en clubes nocturnos y el escenario musical, Lawrence también se dedicó a la interpretación. Como actor, intervino en numerosos papeles en programas y series de televisión, como The Danny Kaye Show, The Judy Garland Show, The Carol Burnett Show, The Julie Andrews Hour, Night Gallery,  The Flip Wilson Show, Police Story, Murder, She Wrote, Gilmore Girls y CSI. A finales de 1965, Lawrence tuvo durante un breve periodo de tiempo su propio programa de televisión The Steve Lawrence Show, uno de los últimos programas en blanco y negro de la cadena CBS.
El y Gormé aparecieron juntos en el musical de Broadway Golden Rinbow, que se presentó  desde febrero de 1968 hasta enero de 1969. Aunque el espectáculo no fue tan exitoso, el programa contenía la memorable canción "I'll Gotta Be Me". Esta canción fue originalmente cantada por Lawrence al final del primer acto del musical. Sammy Davis Jr. luego grabaría una versión de esta canción siendo un éxito en el Billboard Top 25 y en la lista Pop Hot 100 en 1969. Frank Sinatra, había comentado en varias ocasiones que el mejor vocalista masculino  que había escuchado era Steve Lawrence, aunque hizo el mismo comentario con Tony Bennett
Actuó como Gary McBride en la película de 1972, Stand Up and Be Counted, junto a Jacqueline Bisset y Stella Stevens. En 1980, fue presentado a una nueva generación de fanáticos con interpretación de Maury Sline en The Blues Brothers y luego repitió el papel en la secuela de 1998 Blues Brothers 2000. Sus otras películas incluyen la comedia de Steve Martin The Lonely Guy de 1984 y el thrillers de crimen The Yards del 2000.
En 1984 junto con el cómico Don Rickles fueron los presentadores de Foul-Ups, Bleeps & Blunders de ABC.
En 1985, Steve y Eydie Gormé interpretaron Tweedledee (Gormé) y Tweedledum (Lawren ce) en la adaptación cinematográfica de Irwin Allen de Alicia en el país de las maravillas.
Interpretó al padre de Mark McCormick, Sonny Daye, en dos episodios de Hardcastle y McCormick. En 1999, apareció como Morty Fine, el padre de Fran Fine, muy comentado pero nunca visto realmente en algunos de los episodios finales de The Nanny. En 2011, interpretó a Jack, un rico interés amoroso del personaje de Betty White, Elka Ostrosky , en Hot in Cleveland. Enm 2014 actúo como invitado en un episodio de Two and a Half Men en CBS y cantó la canción principal de la miniserie de parodia The Spoils of Babylon.
El 25 de junio de 2019, The New York Times Magazine incluyó a Steve Lawrence entre cientos de artistas cuyo material fue destruido en el incendio de Universal de 2008.

## Vida personal
Lawrence se casó con la cantante sefardí Eydie Gormé, con la que también formó dúo artístico, el 29 de diciembre de 1957 en el hotel El Rancho Hotel en Las Vegas, Nevada. El matrimonio tuvo dos hijos; el compositor David Nessim Lawrence, nacido en 1960, ganador de un premio ASCAP por High School Musical y Michael Robert Lawrence (1962–1986) que murió repentinamente de fibrilación ventricular como resultado de un problema cardíaco no diagnosticado a la edad de 23 años. 
Gormé y Lawrence se encontraban trabajando en Atlanta, Georgia en el momento de producirse la muerte de su hijo. El cantante Frank Sinatra, amigo de la pareja, puso a disposición del matrimonio su avión privado para trasladarles hasta Nueva York. El dúo regresó a los escenarios tras un año de retiro. Gormé murió el 10 d agosto de 2013. En junio de 2019, Lawrence fue diagnosticado con la enfermedad de Alzheimer.

### Reconocimientos
Lawrence ha sido galardonado con un premio del Círculo de Críticos de Nueva York, así como con una nominación a los Premios Tony por su actuación en What Makes Sammy Run? en Broadway (1964). Fue nominado a dos Premios Emmy, uno de ellos por la producción de Steve & Eydie Celebrate Irving Berlin (1978).
Junto a Gormé, recibió dos Premios Emmy por Our Love is Here to Stay, un tributo a George e Ira Gershwin, un Premio Grammy a la mejor interpretación vocal a dúo o en grupo por We Got Us; un premio del  Círculo de críticos de televisión por From This Moment On, un tributo a Cole Porter.
Han sido merecedores de un galardón a toda una vida dedicada a la música por el Salón de la Fama de los Compositores, y en 1995 recibieron el Ella Lifetime Achievement Award de la Society of Singers.
El dúo también ganó cuatro veces el Premio de Entretenimiento de Las Vegas por la "Ley de Variedades Musicales del Año", tres de ellos consecutivos. Fueron honrados con un premio al logro por vida del Salón de la Fama de compositores y en 1995 recibieron el premio Ella Lifetime Achievement Award de la Sociedad de Cantantes, una organización sin fines de lucro que ayuda a cantantes profesionales con asesoramiento y asistencia financiera.
Posee, junto a su esposa, una estrella en el paseo de la fama de Hollywood.

## Muerte
Steve Lawrence falleció el 7 de marzo de 2024 en su hogar de Los Ángeles, California, Estados Unidos por complicaciones originadas por la enfermedad de Alzheimer. Tenía 89 
años.

## Álbumes
- Steve Lawrence (1953, King)
- About That Girl (1956, Coral)
- Songs by Steve Lawrence (1957, Coral)
- Here's Steve Lawrence (1958, Coral)
- All About Love (1959, Coral)
- Swing Softly with Me (1959, ABC-Paramount)
- Songs Everybody Knows (1960, Coral)
- We Got Us with Eydie Gorme (1960, ABC-Paramount)
- Steve & Eydie Sing the Golden Hits with Eydie Gorme (1960, ABC-Paramount)
- The Steve Lawrence Sound (1960, United Artists)
- Steve Lawrence Goes Latin (1960, United Artists)
- Portrait of My Love (1961, United Artists)
- Our Best to You with Eydie Gorme (1961, ABC-Paramount)
- Cozy with Eydie Gorme (1961, United Artists)
- It's Us Again (1962, Silvirkin shampoo)
- People Will Say We're In Love (1962, United Artists)
- Winners! (1962, Columbia)
- Come Waltz With Me (1962, Columbia)
- Two on the Aisle with Eydie Gorme (1962, United Artists)
- Steve Lawrence Conquers Broadway (1963, United Artists)
- Swinging West (1963)
- Steve & Eydie At the Movies with Eydie Gorme (1963)
- That Holiday Feeling with Eydie Gorme (1964)
- Academy Award Losers (1964, Columbia)
- What Makes Sammy Run? (1964, Columbia)
- The Steve Lawrence Show (1965, Columbia)
- Together on Broadway with Eydie Gorme (1967, Columbia)
- Sing of Love and Sad Young Men (1967)
- Bonfá & Brazil with Eydie Gorme (1967)
- Golden Rainbow (1968)
- I've Gotta Be Me (1969)
- Real True Lovin' with Eydie Gorme (1969)
- What It Was, Was Love with Eydie Gorme (1969)
- On A Clear Day – Steve Sings Up A Storm (1970)
- A Man and a Woman with Eydie Gorme (1970)
- Portrait of Steve (1972)
- The World of Steve & Eydie with Eydie Gorme (1972)[
- Feelin' with Eydie Gorme (1972, Stage 2)
- Our Love is Here to Stay: The Gershwin Years with Eydie Gorme (1976)
- Tu Seras Mi Musica (1977)
- My Way (1977)
- Take It On Home (1981)
- Hallelujah with Eydie Gorme (1984)
- Through the Years with Eydie Gorme (1984)
- Alone Together with Eydie Gorme (1989)
- Steve Lawrence Sings Sinatra (2003)